# Harold Baron
Harold Baron (* 23. Oktober 1894 in Hindley; † 1. Februar 1963 in Morecambe) war ein englischer Fußballspieler.

## Karriere
Baron spielte bis 1913 für Hindley Central, einen Klub der Lancashire Combination, bevor er zu Stalybridge Celtic wechselte. Dabei hatte er in der Vorsaison noch als Mittelstürmer auf Seiten Hindelys in einer Ligapartie gegen Stalybridge mitgewirkt, die hitzige Partie musste nach einem Foul an Baron vom Schiedsrichter unterbrochen werden, der daraufhin allen Spielern eine Ansprache zuteilwerden ließ. Mit Stalybridge nahm er an der Central League und ab 1914/15 zusätzlich an der Second Division der Southern League teil. Dabei stand er wiederholt nicht zur Verfügung, so verpasste der im Januar 1915 nach zwei Treffern gegen Crewe Alexandra als „cleverer linker Halbstürmer“ betitelte Baron eine Partie gegen die Reserve des FC Everton wegen „akademischer Verpflichtungen“ und im März 1915 wurde berichtet, dass die Vereinsverantwortlichen anlässlich des Southern-League-Spitzenspiels gegen Stoke City Anstrengungen unternahmen, ihn für die Partie aus London anreisen zu lassen. Letztlich gehörte er bei dem 1:1-Unentschieden gegen Stoke nicht zur Aufstellung, am Saisonende wurde Stoke mit einem Punkt Vorsprung auf Stalybridge Staffelmeister.
Nach dem Ersten Weltkrieg spielte Baron 1919 für den neu gegründeten Klub Wigan United in der West Lancashire League, der Klub wurde im Herbst 1920 wegen illegaler Zahlungen an Amateurspieler zur Neugründung unter dem Namen Wigan Borough gezwungen. Baron spielte zwischenzeitlich noch für die Burscough Rangers, ehe er im Februar 1921 zu Wigan Borough in die Lancashire Combination kam, die dort am Saisonende nur den 17. Tabellenplatz bei 18 Mannschaften belegten. In der Saisonpause bewarb sich der Klub erfolgreich um Aufnahme in die neu geschaffene Football League Third Division North und Baron war einer von wenigen Spielern, die vom neuen Trainer Herbert Bamlett für die Saison 1921/22 weiterverpflichtet wurden.
Nach einem verletzungsbedingten Ausfall von Owen Williams verdrängte er diesen zeitweise und bestritt ab Ende November 1921 sechs Ligaspiele in Folge, die Läuferreihe bildete er dabei mit John Broster und Dick Carlisle, als drei Siege und zwei Unentschieden gelangen. Bei seinem Ligadebüt, einem torlosen Unentschieden bei seinem Ex-Klub Stalybridge Celtic, lobte die Zeitung Athletic News Baron als „Besten der Läuferreihe [Wigans].“ In der Liga wurde Baron letztmals im März 1922 aufgeboten, bevor seine Registrierung bei der Football League vereinsseitig am Saisonende aufgegeben wurde. Baron hatte zudem im Saisonverlauf je eine Partie im Manchester Senior Cup und dem Lancashire Senior Cup bestritten und im Mai 1921 am ersten Spiel Wigans als Football-League-Mannschaft mitgewirkt, dabei wurde in einem Freundschaftsspiel The Arsenal mit 2:1 geschlagen.